# 柏原郵便局 (大阪府)
柏原郵便局（かしわらゆうびんきょく）は、大阪府柏原市にある郵便局。民営化前の分類では集配普通郵便局であった。

## 概要
住所：〒582-8799 大阪府柏原市大正3-1-30

## 分室
分室はなし。過去に存在した分室は以下のとおり。
- 今町分室 - 1949年（昭和24年）に廃止。

## 沿革
- 1874年（明治7年）2月 - 国分郵便取扱所として開設[1]。
- 1875年（明治8年）1月1日 - 国分郵便局（五等）となる。
- 1885年（明治18年）6月25日 - 貯金取扱を開始。
- 1890年（明治23年）7月16日 - 為替取扱を開始。
- 1891年（明治24年）8月16日 - 移転とともに柏原郵便局に改称。
- 1897年（明治30年）3月26日 - 柏原郵便電信局となる。
- 1903年（明治36年）4月1日 - 通信官署官制の施行に伴い柏原郵便局となる。
- 1949年（昭和24年）12月11日 - 今町分室を廃止[2]。
- 1956年（昭和31年）10月5日 - 電話通話および和文電報受付事務の取扱を開始。
- 1960年（昭和35年）3月 - 局舎新築落成。
- 1963年（昭和38年）4月1日 - 電話通話および和文電報受付事務の取扱を廃止。
- 1999年（平成11年） - 外国通貨の両替および旅行小切手の売買に関する業務取扱を開始。
- 2007年（平成19年）10月1日 - 民営化に伴い、併設された郵便事業柏原支店に一部業務を移管。
- 2012年（平成24年）10月1日 - 日本郵便株式会社発足に伴い、郵便事業柏原支店を柏原郵便局に統合。

## 取扱内容
- 郵便、印紙、ゆうパック、内容証明
- 貯金、為替、振替、振込、国際送金、外貨両替・トラベラーズチェック、国債、投資信託
- 生命保険、バイク自賠責保険、がん保険、引受条件緩和型医療保険
- ゆうちょ銀行ATM
- 柏原市内（「582-00xx」区域）の集配業務
- ゆうゆう窓口

## 風景印
・図案は三田家住宅、大和川、ブドウ
・使用開始日は1982年10月23日

## 周辺
- 大阪府立藤井寺支援学校
- 東大阪大学柏原高等学校
- 大和川
- 国道170号

## アクセス
- JR大和路線、近鉄道明寺線 柏原駅（西口）から徒歩約8分
- 近鉄大阪線 堅下駅から徒歩約14分
- 西名阪自動車道 藤井寺ICから北東へ約2.5km
- 国道25号沿い
- 駐車場あり：9台